# Зброславиці
Зброславіце (пол. Zbrosławice, нім. Broslawitz) — село в Польщі, у гміні Зброславиці Тарноґурського повіту Сілезького воєводства.
Населення — 2517 осіб (2011).

## Демографія
Демографічна структура станом на 31 березня 2011 року:
|          | Загалом | Допрацездатний вік | Працездатний вік | Постпрацездатний вік |
| -------- | ------- | ------------------ | ---------------- | -------------------- |
| Чоловіки | 1287    | 229                | 901              | 157                  |
| Жінки    | 1230    | 194                | 759              | 277                  |
| Разом    | 2517    | 423                | 1660             | 434                  |